# Piroo
Nella mitologia greca, Piroo (o Pireo o ancora Piro) figlio di Imbraso, è il nome di uno dei comandanti dell'esercito che aiutò i troiani durante la guerra; egli era a capo dei Traci insieme ai più famosi Acamante e Reso. Queste vicende sono narrate nell'Iliade.

## Il mito
Quando Paride, figlio di Priamo re di Troia rapì Elena moglie di Menelao dalla Grecia fuggendo, scoppiò una guerra fra i due popoli. Piroo, l'eroe di Eno, fu ben felice di rispondere all'appello del re di Troia. Egli si distinse riuscendo a uccidere il figlio di Amarinceo, Diore. Quando questi gli venne incontro, gli scagliò contro un sasso che gli sfracellò il malleolo e lo fece cadere agonizzante sul terreno; poi gli immerse la lancia nel ventre e lo uccise facendo sparpagliare tutte le sue viscere sul terreno. Ma lo vendicò Toante, figlio di Andremone, che colse Piroo al petto con la lancia, finendolo poi con la spada al ventre.
Piroo era padre di Rigmo, che morì anche lui combattendo in difesa di Troia (colpito dalla lancia di Achille).

### Fonti antiche
- Omero, Iliade, libri II, IV e XX.